# 小葉德利
小葉德利（Teddy Yip Junior，1982年5月30日—），生於美國加州拉霍亞，是一位加拿大/澳門商人，現時他是德利賽車隊的領頭人。他的父親是葉德利，母親是Beverly Clark。他自出生到六歲在香港度過，其後移居英國，並在倫敦接受教育。經過21一年的間斷，小葉德利於2013年復興由其父所創辦的車隊。在澳門博彩股份有限公司的支持下，由阿歷士·林恩代表車隊奪得冠軍。2015年，由菲利克斯·羅辛基斯再下一城，為車隊在澳門贏得第八個冠軍。